# Elizabeth Montgomery
Elizabeth Victoria Montgomery (Hollywood, Califòrnia; 15 d'abril de 1933 - Beverly Hills, Califòrnia; 18 de maig de 1995) va ser una actriu estatunidenca que va adquirir reconeixement internacional per la seva interpretació del paper principal de la comèdia de situació Embruixada (1964-1972). Va desenvolupar una carrera artística que es va estendre durant 44 anys, en la qual va adquirir popularitat principalment com a actriu de televisió, la qual cosa la va convertir en una de les estrelles més populars i influents del seu país.

## Vida primerenca
Filla dels actors Robert Montgomery i Elizabeth Allen, Montgomery va néixer en el si d'una família de classe alta i va tenir una infantesa privilegiada juntament amb el seu germà Skip (Robert Montgomery Jr., nascut el 1936). La seva germana gran, Martha Brian Montgomery, va morir de meningitis quan tenia un any de vida, abans del naixement d'Elizabeth.

## Carrera

### Primers anys
La seva passió per l'actuació va començar des de molt jove i la primera aparició televisiva va ser als 19 anys (1952) a Top secret. Un any més tard va debutar a Broadway amb Late Love. Van seguir aparicions a televisió com ara Studio One, Warner Bros. Presents, Climax!, i Playhouse 90. Als 27 anys (1960) va obtenir la primera candidatura a un Emmy per la seva actuació a Els intocables, en el capítol Rusty Keller history, i va participar en el programa del seu pare Robert Montgomery Presents.
Als 30 anys (1963) va protagonitzar Johnny Cool —juntament amb Henry Silva i Sammy Davis, Jr.— i Who's Been Sleeping in My Bed? —juntament amb Dean Martin i Carol Burnett. Malgrat rebre ofertes cinematogràfiques de la mà de Hitchcock, va preferir protagonitzar una sèrie: Embruixada.

### Embruixada

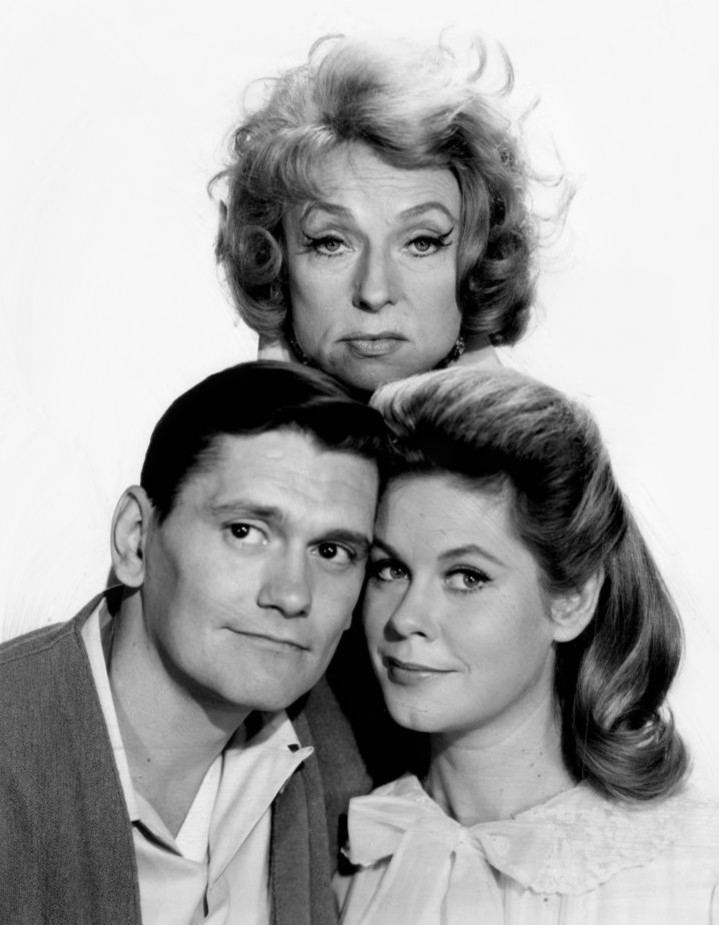
Montgomery amb els altres protagonistes d'Embruixada, Dick York i Agnes Moorehead.

Elizabeth Montgomery va aconseguir la fama internacional amb la sitcom Embruixada (Bewitched), projecte que va iniciar i va dur a terme juntament amb el llavors marit seu, que va dirigir i va produir el programa. Hi interpretava el paper de Samantha Stephens, una bruixa dedicada a la llar i al seu marit, a qui disgustava que usés els seus poders. El paper del seu espòs va ser representat per Dick York —en les primeres cinc temporades— i per Dick Sargent —en les últimes tres.
La sèrie va ser emesa originalment en la cadena ABC entre els anys 1964 i 1972. Al llarg de les vuit temporades va estar en la llista dels programes més vists dels Estats Units, i va batre rècords d'audiència en les seves primeres temporades. Bewitched va rebre molt bones ressenyes per part dels crítics de televisió. Per part seva, Elizabeth va ser nominada cinc vegades als Emmy com a millor actriu d'una sèrie de comèdia i quatre vegades al Globus d'Or com a millor actriu d'una sèrie de comèdia o musical, però no va arribar a guanyar cap dels dos guardons.

### Altres papers
Després de la finalització de la sèrie, Elizabeth va protagonitzar amb èxit diverses pel·lícules fetes per a televisió. En 1974 va representar el paper d'una mestressa de casa víctima d'una violació en el drama A Case of Rape. La seva interpretació va tenir una gran acollida per part dels crítics televisius. Va ser nominada a l'Emmy com a millor actriu de minisèrie o telefilme, que tampoc no va guanyar. En el seu telefilm següent —The Legend of Lizzie Borden— va personificar Lizzie Borden. Aquesta interpretació li va valer una nova candidatura a l'Emmy en la categoria de millor actriu de minisèrie o telefilm. El seu últim treball va ser el doblatge de Barmaid a Batman (1995), episodi que va ser emès cinc dies després de la mort de l'actriu.

## Vida personal
Als 21 anys d'edat (1954) es va casar amb el director Frederic Gallatin Camman, matrimoni que va durar un any. El 1956 es va casar amb l'actor Gig Young, del qual es va divorciar el 1962. Als 30 anys (1963) es va tornar a casar, aquesta vegada amb el productor i director William Asher, pare dels seus tres fills: William Allen, Robert Deverell i Rebecca Elizabeth. Després de deu anys de matrimoni, Montgomery va tornar a divorciar-se i anys més tard es va tornar a casar (1993), després de 19 anys de convivència amb l'actor Robert Foxworth.

## Mort
En la primavera de 1995 li va ser diagnosticat un càncer colorectal, els símptomes del qual havia ignorat durant el rodatge de Deadline for Murder: From the Files of Edna Buchanan, creient que es tractava d'una grip. Disposada a no morir en un hospital, i sense esperança de recuperació per haver actuat massa tard, va decidir tornar a la seva casa de Beverly Hills, on va morir, en companyia dels seus fills i del seu espòs als 62 anys: era el 18 de maig de 1995 i tan sols havien passat vuit setmanes després del seu diagnòstic.
Un mes més tard se li va tributar un servei funerari commemoratiu en el Teatre de Cànon (Beverly Hills). Entre els oradors hi havia Herbie Hancock i Dominick Dunne —que van parlar sobre els seus primers dies com a amics a Nova York—, el seu marit Robert —qui va donar lectura a les targetes de condolença dels amics—, la seva infermera, el seu germà, la seva filla i el seu fillastre. Les seves restes van ser cremades al Westwood Village Memorial Park Cementery.

## Filmografia
| Cinema    | Cinema                                                  | Cinema                  | Cinema |
| Any       | Títol                                                   | Paper                   | Notes |
| --------- | ------------------------------------------------------- | ----------------------- | --- |
| 1955      | The Court-Martial of Billy Mitchell                     | Margaret Lansdowne      | |
| 1963      | Johnny Cool                                             | Darien «Dare» Guinness  | |
| 1963      | Who's Been Sleeping in My Bed?                          | Mellisa Morris          | |
| 1965      | How to Stuff a Wild Bikini                              | La bruja                | |
| 1988      | Coverup: Behind the Iran Contra Affair                  | Narradora               | |
| 1992      | The Panama Deception                                    | Narradora               | |
| Televisió |                                                         |                         | |
| Any       | Títol                                                   | Paper                   | Nota |
| 1951-1956 | Robert Montgomery Presents                              | Varios papeles          | |
| 1956      | Warner Bros. Presents                                   | Laura Woodruff          | |
| 1956      | Climax!                                                 | Betsy                   | |
| 1958      | Playhouse 90                                            | Mary Brecker            | |
| 1958      | DuPont Show of the Month                                | Miss Kelly              | |
| 1958      | Cimarron City                                           | Ellen Wilson            | |
| 1958      | Alfred Hitchcock Presents                               | Karen                   | |
| 1960      | The Untouchables                                        | Rusty Heller            | - Nominada a l'Emmy a la millor actriu de minisèrie o telefilm                                                                                  |
| 1960      | One Step Beyond                                         | Lillie Clarke           | |
| 1961      | The Twilight Zone                                       | La dona                 | |
| 1964-1972 | Embruixada                                              | Samantha Stephens       | - Nominada al Globus d'Or a la millor actriu d'una sèrie de TV- comèdia o musical - Nominada a l'Emmy a la millor actriu d'una sèrie de comèdia |
| 1965      | The Flintstones                                         | Samantha Stephens (Veu) | |
| 1972      | The Victim                                              | Kate Wainwright         | |
| 1973      | Mrs. Sundance                                           | Etta Place              | |
| 1974      | A Case of Rape                                          | Ellen Harrod            | - Nominada a l'Emmy a la millor actriu de minisèrie o telefilm                                                                                  |
| 1975      | The Legend of Lizzie Borden                             | Lizzie Borden           | - Nominada a l'Emmy a la millor actriu de minisèrie o telefilm                                                                                  |
| 1976      | Dark Victory                                            | Katherine Merrill       | |
| 1977      | A Killing Affair                                        | Vikki Eaton             | |
| 1978      | The Awakening Land                                      | Sayward Luckett Wheeler | - Nominada a l'Emmy |
| 1979      | Jennifer: A Woman's Story                               | Jennifer Prince         | |
| 1979      | Act of Violence                                         | Catherine McSweeney     | |
| 1980      | Belle Starr                                             | Belle Starr             | |
| 1981      | When the Circus Came to Town                            | Mary Flynn              | |
| 1982      | The Rules of Marriage                                   | Joan Hagen              | |
| 1983      | Missing Pieces                                          | Sara Scott              | |
| 1984      | Second Sight: A Love Story                              | Alaxandra McKay         | |
| 1985      | Amos                                                    | Daisy Daws              | |
| 1985      | Between the Darkness and the Dawn                       | Abigail Foster          | |
| 1990      | Face to Face                                            | Dr. Diana Firestone     | |
| 1991      | Sins of the Mother                                      | Ruth Coe                | |
| 1992      | With Murder in Mind                                     | Gayle Wolfer            | |
| 1993      | The Black Widow Murders: The Blanche Taylor Moore Story | Blanche Taylor Moore    | |
| 1994      | The Corpse Had a Familiar Face                          | Edna Buchanan           | |
| 1995      | Deadline for Murder: From the Files of Edna Buchanan    | Edna Buchanan           | |
| 1995      | Batman: The Animated Series                             | Barmaid (Veu)           | |

## Nominacions
| Any  | Premi              | Categoria                                                       | Pel·lícula o sèrie          | Resultat |
| ---- | ------------------ | --------------------------------------------------------------- | --------------------------- | -------- |
| 1961 | Premi Emmy         | Outstanding Single Performance by an Actress in a Leading Role  | The Untouchables            | Nominada |
| 1965 | Golden Globe       | Millor Estrella de TV (Femenina)                                | Bewitched                   | Nominada |
| 1966 | Emmy Award         | Millor actriu - Sèrie de comèdia                                | Bewitched                   | Nominada |
| 1967 | Golden Globe       | Millor Estrella de TV (Femenina)                                | Bewitched                   | Nominada |
| 1967 | Emmy Award         | Millor actriu - Sèrie de comèdia                                | Bewitched                   | Nominada |
| 1968 | Emmy Award         | Millor actriu - Sèrie de comèdia                                | Bewitched                   | Nominada |
| 1969 | Emmy Award         | Millor actriu - Sèrie de comèdia                                | Bewitched                   | Nominada |
| 1969 | Golden Globe       | Millor Estrella de TV (Femenina)                                | Bewitched                   | Nominada |
| 1970 | Emmy Award         | Millor actriu - Sèrie de comèdia                                | Bewitched                   | Nominada |
| 1971 | Golden Globe Award | Millor actriu de sèrie de TV - Comèdia o musical                | Bewitched                   | Nominada |
| 1974 | Emmy Award         | Millor actriu - Sèrie dramàtica                                 | A Case of Rap               | Nominada |
| 1975 | Emmy Award         | Outstanding Lead Actress in a Special Program - Drama or Comedy | The Legend of Lizzie Brodin | Nominada |
| 1978 | Emmy Award         | Millor actriu - Minisèrie o telefilme                           | The Awakening Land          | Nominada |